# Baron Conyers
Baron Conyers ist ein erblicher britischer Adelstitel in der Peerage of England.

## Geschichte
Die Baronie wurde am 17. Oktober 1509 für Sir William Conyers durch einen Writ of Summons von König Heinrich VIII. geschaffen, mit dem er William Conyers in das englische Oberhaus berief und ihn damit zum erblichen Baron Conyers, einer Barony by writ, in der Peerage of England machte. Die neue Baronie wurde bis zum 3. Baron in der Familie Conyers weitervererbt. Dann fiel sie 1557 in Abeyance, weil der 3. Baron nur weibliche Erben hatte. In diesem Ruhezustand verblieb die Baronie, bis sie 1641 von Sir Conyers Darcy, der auch 7. Baron Darcy de Knayth war, erfolgreich petitioniert wurde und dieser als 4. Baron Conyers von der Krone bestätigt wurde.
In der Familie Darcy verblieb die Baronie bis 1778 und ging dann durch weibliche Erbfolge an den Duke of Leeds aus der Familie Osborne. Von dieser Familie ging sie, von einer kurzfristigen Abeyance von 1888 bis 1892 unterbrochen, schließlich in die Familie Pelham über. Der 14. Baron Conyers, gleichzeitig der 5. Earl of Yarborough, hinterließ 1948 nur zwei Töchter, so dass die Baronie Conyers, die inzwischen von der Baronie Darcy de Knayth getrennt war, aber zusätzlich die Baronie Fauconberg (geschaffen 1295) erworben hatte, wieder in Abeyance fiel. Nach dem kinderlosen Tod einer der beiden Töchter des 14. Barons im Jahre 2012 erbte die überlebende Tochter Diana Mary Miller, geb. Pelham, beide Titel und wurde 8. Baroness Fauconberg und 15. Baroness Conyers. Seit ihrem Tod 2013 ist der Titel wieder in Abeyance zwischen ihren beiden Töchtern.

## Liste der Barone Conyers (1509)
- William Conyers, 1. Baron Conyers (1468–1524)
- Christopher Conyers, 2. Baron Conyers (−1538)
- John Conyers, 3. Baron Conyers (1524–1557) (Titel abeyant 1557)
- Conyers Darcy, 7. Baron Darcy de Knayth, 4. Baron Conyers (um 1570–1654) (Abeyance beendet 1641)
- Conyers Darcy, 1. Earl of Holderness, 5. Baron Conyers (1599–1689)
- Conyers Darcy, 2. Earl of Holderness, 6. Baron Conyers (1620–1692)
- Robert Darcy, 3. Earl of Holderness, 7. Baron Conyers (1681–1722)
- Robert Darcy, 4. Earl of Holderness, 8. Baron Conyers (1718–1778)
- Amelia Godolphin-Osborne, 9. Baroness Conyers (1754–1784)
- George Osborne, 6. Duke of Leeds, 10. Baron Conyers (1775–1838)
- Francis D’Arcy-Osborne, 7. Duke of Leeds, 11. Baron Conyers (1798–1859)
- Sackville Lane-Fox, 12. Baron Conyers (1827–1888) (Titel abeyant 1888)
- Marcia Pelham, Countess of Yarborough, 7. Baroness Fauconberg, 13. Baroness Conyers (1863–1926) (Abeyance beendet 1892)
- Sackville Pelham, 5. Earl of Yarborough, 8. Baron Fauconberg, 14. Baron Conyers (1888–1948) (Titel abeyant 1948)
- Diana Miller, 9. Baroness Fauconberg, 15. Baroness Conyers (1920–2013) (Abeyance beendet 2012; Titel abeyant 2013)